# آدولف کوکسدر
آدولف کوکسدر (انگلیسی: Adolf Koxeder؛ زادهٔ ۹ اکتبر ۱۹۳۴) ورزشکار اهل اتریش است. او همچنین از برندگان مدال‌های بازی‌های المپیک زمستانی ۱۹۶۴ است.